# Tình mẫu tử (phim truyền hình Việt Nam)
Tình mẫu tử là một bộ phim truyền hình được thực hiện bởi Mega GS do Hoàng Tuấn Cường làm đạo diễn. Phim được chuyển thể từ vở cải lương cùng tên của soạn giả Viễn Châu. Phim phát sóng vào lúc 20h00 từ thứ 2 đến thứ 7 hàng tuần bắt đầu từ ngày 19 tháng 7 năm 2019 và kết thúc vào ngày 31 tháng 8 năm 2019 trên kênh THVL1.
Tại thời điểm phát sóng, bộ phim đã đạt thứ hạng cao nhất là đứng đầu bảng xếp hạng lượng người xem ở Cần Thơ và thứ hai tại Thành phố Hồ Chí Minh, tiếp tục giữ thứ hạng này trong nhiều tuần sau đó.

## Nội dung
Tình mẫu tử xoay quanh gia đình ông bà Sáu (Kim Xuân) với 4 người con: Mai (Quốc Cường), Điểu (Thanh Hiền), Tùng (Lương Thế Thành) và Lộc (Duy Trần) với số phận, tính cách khác nhau. Cậu con cả tên Mai lấy vợ khá giả nên luôn bị khinh miệt. Cô con gái tên Điểu cùng chồng cờ bạc, rượu chè. Cậu con út tên Lộc lấy phải cô vợ ích kỷ, chỉ thích được nuông chiều. Duy chỉ có Tùng, con trai thứ 3 là người gánh vác, lo toan cho gia đình…

## Diễn viên
- Kim Xuân trong vai Bà Sáu[7]
- Lương Thế Thành trong vai Tùng[8]
- Oanh Kiều trong vai Lan
- Lê Hạ Anh trong vai Trang Đài
- Bích Trâm trong vai Thùy
- Quốc Cường trong vai Mai
- Đình Hiếu trong vai Trung
- Thanh Hiền trong vai Điểu
- Lương Ánh Ngọc trong vai Phương
- Duy Trần trong vai Lộc
- Tùng Haru trong vai Thông
- Lê Minh Thành trong vai Sơn
- Tiến Đạt trong vai Mừng
- Quách Tĩnh trong vai Ông Sáu
- Tấn Thi trong vai Ông Hai
- Ngân Quỳnh trong vai Bà Út Na
- Ngân Chi trong vai Bé Đào
- Duy Anh trong vai Bé Đực

Cùng một số diễn viên khác....

## Ca khúc trong phim
Bài hát trong phim là ca khúc "Mẹ đã nói dối" do Ý Vũ sáng tác và Ngọc Liên thể hiện.